# 莫贺达干
莫贺达干（？—744年），突骑施黄姓的首领。苏禄可汗晚年瘫痪，尽失人心。原可汗娑葛的部落为黄姓，不服苏禄的黑姓。开元二十六年（738年），莫贺达干杀死苏禄可汗。都摩度拥立苏禄可汗的儿子骨啜为吐火仙可汗。攻打莫贺达干，莫贺达干求救于唐朝碛西节度使、北庭都护盖嘉运。当时，都摩度、吐火仙在碎叶城，黑姓可汗尔微特勒在怛罗斯城，联兵拒唐。次年八月十五，盖嘉运攻克碎叶城，在贺逻岭擒获吐火仙。疏勒镇守使夫蒙灵詧与拔汗那军攻入怛罗斯城，擒获尔微特勒。入曳建城，取交河公主，突骑施散髮之民數萬，给與了拔汗那王，唐军威震西陲。开元二十八年（740年）三月廿八，盖嘉运带吐火仙到长安献捷，唐玄宗赦免吐火仙，封他为左金吾大将军，以阿史那昕为十姓可汗。莫贺达干为突骑施可汗。莫贺达干以为唐朝会封他为十姓可汗，不服阿史那昕，起兵叛乱。在盖嘉运安抚下，十一月初三，莫贺达干表示接受。天宝元年（742年），阿史那昕在俱兰城（今吉尔吉斯斯坦境内），被莫贺达干所杀。天宝三载（744年）五月，河西节度使夫蒙灵詧讨伐莫贺达干，将他斩杀。
| 前任： 吐火仙可汗 尔微特勒 | 突骑施可汗 740年—744年 | 繼任： 伊里底蜜施骨咄禄毗伽 |